# Trompette marine
La trompette marine est un instrument de musique de taille humaine à corde frottée généralement unique. Sa caisse de résonance dépourvue de manche en fait une cithare. Le nombre de cordes peut être étendu à quatre, voire en interne à vingt-cinq cordes sympathiques à l'intérieur de la caisse.
Cet instrument autrefois nommé Nonnengeige en Allemagne a connu son apogée entre 1640 et 1680. Le son de la trompette marine servait à colorer les airs d'opéra baroque au XVIIe siècle.

## Origines
Contrairement à ce que laisse penser son nom, l'instrument n'a pas de rapport avec la mer ni avec la famille des cuivres. L'épithète "marine" provient d'une déformation de l'adjectif marial, qui fait référence au culte catholique de la Vierge Marie. L'instrument semble associé au culte marial, caractéristique des couvents de religieuses. Cela est d'autant plus probable que la plupart des instruments conservés proviennent de couvents et que l'instrument porte plusieurs noms en allemand, à savoir « Nonnengeige », ou violon de nonne, « Nonnentrompete », ou trompette de nonne, et « Marientrompete », ou trompette de Marie.
Officiellement présente dans l'inventaire de l'Écurie royale, elle n'est plus que rarement utilisée sous Louis XVI.

## Facture, jeu et timbre

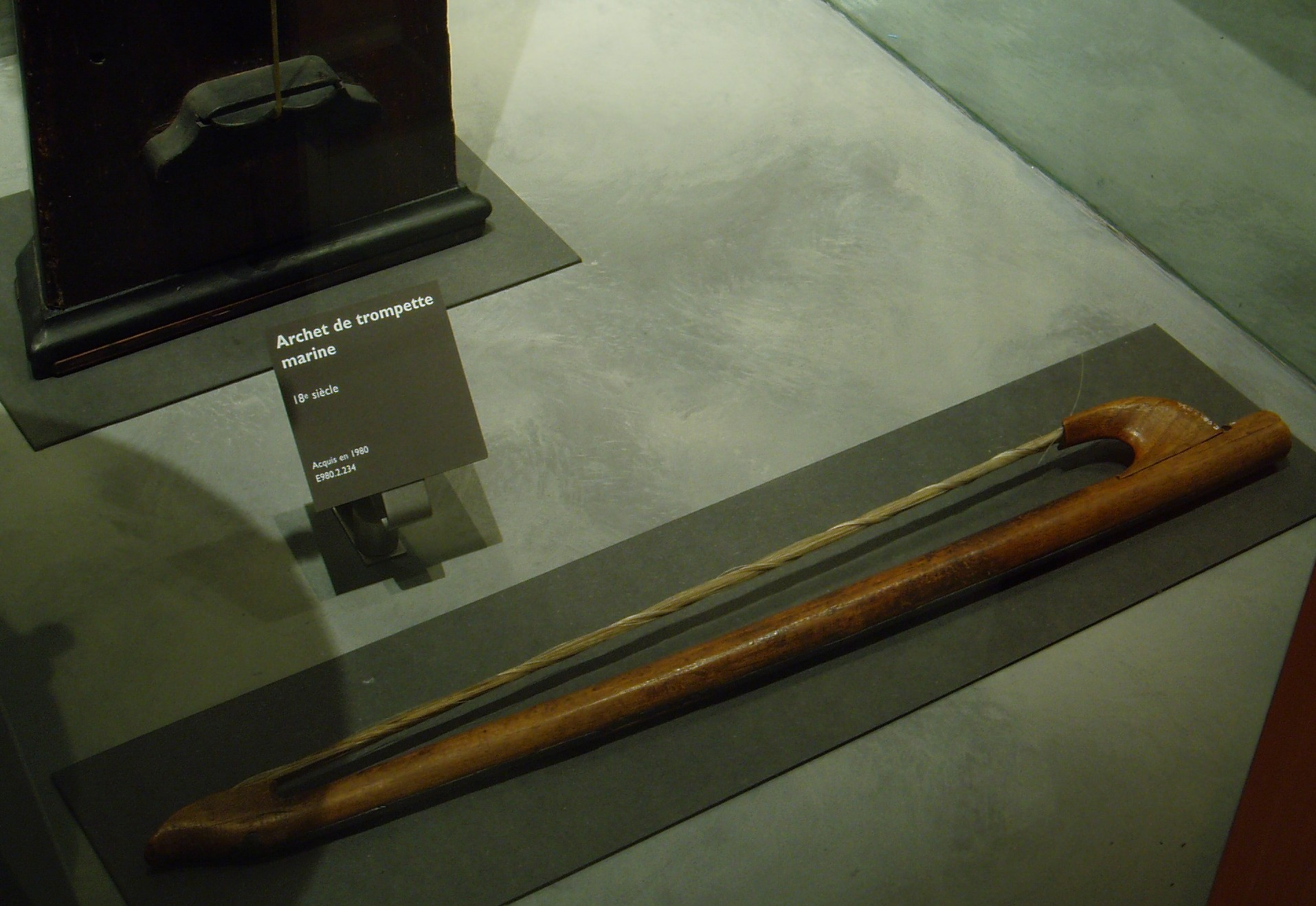
Archet de trompette marine.

Dérivée du monocorde médiéval, la trompette marine ne possède qu'une seule corde en général, que le joueur fait sonner en harmoniques. Cependant, d'après Praetorius, cet instrument aurait pu posséder jusqu'à quatre cordes. Selon les cas, plusieurs cordes sympathiques peuvent être ajoutées à l'intérieur de la caisse de résonance.
La hauteur de l'instrument peut atteindre deux mètres. Sa caisse est comparable à celle d'une harpe, avec un manche dans le prolongement de la table d'harmonie.
L'unique corde, frottée par un solide archet, repose sur un chevalet. La particularité de ce dernier est qu'il ne possède qu'un seul pied en pression sur la table d'harmonie. Le second pied, légèrement détaché de la table, se met à la percuter lorsque la corde vibre. Cet effet de percussion, similaire à la vielle à roue, est appelé effet trompette, car la parenté de son avec la trompette est remarquable.
L'analogie de son ne s'arrête pas au timbre : la trompette marine est jouée sur les harmoniques naturelles de la corde, reprenant ainsi la gamme incomplète, parfois naturellement fausse (voir tempérament), des trompettes de l'époque, trompettes naturelles dépourvues de pistons. La ressemblance est saisissante.

## Répertoire
Outre un répertoire original et plutôt rare, la trompette marine est utilisée dans la musique de chambre baroque, essentiellement comme coloration dans les airs d'opéra, par exemple dans l'Air pour les matelots jouant des trompettes marines dans Xerxès de Jean-Baptiste Lully.
On peut également citer le Concerto XIII en do pour tromba marina, cordes, timbales et basse continue du compositeur allemand Christian Gottfried Telonius.

## Enregistrements
- Messe von Muri - Concertos, messe et concertos de Johann Valentin Rathgeber et Concerto XIII en do pour tromba marina, cordes, timbales et basse continue de Christian Gottfried Telonius, par la Capella Murensis, dir. Johannes Strobl, et l'ensemble Arcimboldo, dir. Thilo Hirsch (Audite 92.559, 2007)[1],[2].

## Référence
- Musée instrumental de Bruxelles, catalogue n°217 (Trompette marine de F. Hoyet, Namur, 1680).

## Lien connexe
- Johann Melchior Gletle